# Chris Atkinson
Christopher "Chris" Atkinson (Bega, 30 november 1979) is een Australisch rallyrijder. Hij kwam uit in het wereldkampioenschap rally voor de fabrieksteams van Subaru, Mini en Hyundai.

## Carrière

### Beginjaren
Chris Atkinson debuteerde oorspronkelijk als navigator in de rallysport, maar kroop niet lang daarna zelf achter het stuur. Na een aantal goede resultaten in nationale rally´s in Australië, kreeg hij in 2003 een kans om met Suzuki in het Azië-Pacifisch rallykampioenschap te gaan rijden, uitkomend in de voorwielaangedreven 1600cc-klasse. Hij overtuigde met sterke klasseringen en greep zowel in 2003 als 2004 naar de titel in deze categorie. In het laatstgenoemde jaar debuteerde hij ook in het wereldkampioenschap rally.

### Wereldkampioenschap rally

#### 2005-2008: Subaru

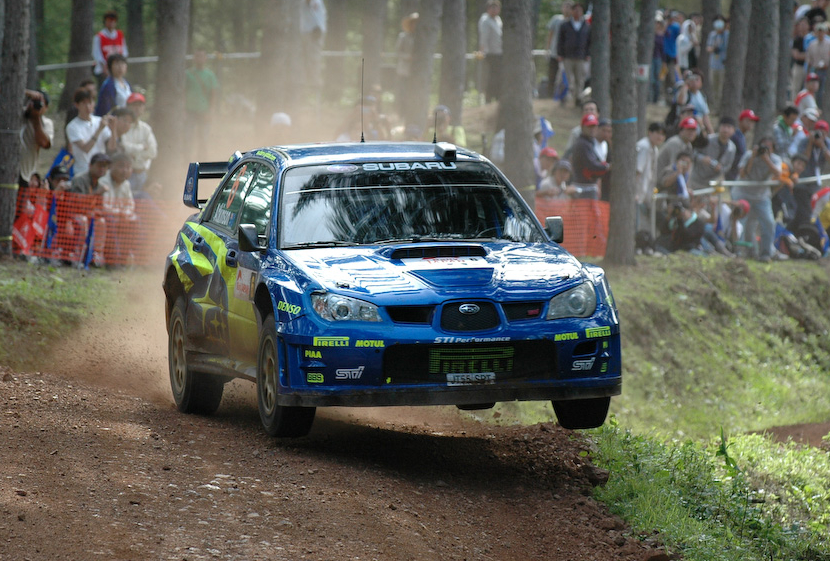
Atkinson actief voor Subaru in 2006

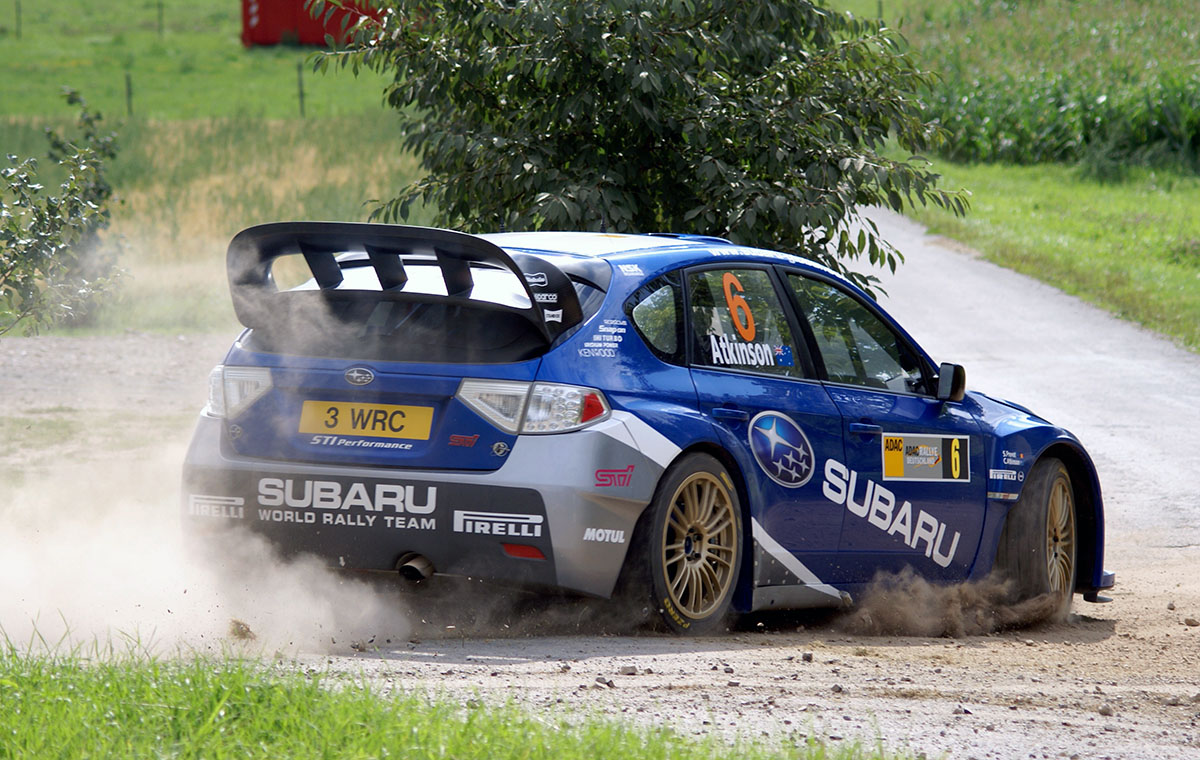
In 2008 had Atkinson zijn beste seizoen in het WK rally, in het kampioenschap eindigend als vijfde

Atkinsons doorbraak in het WK, kwam toen hij met een Groep N Subaru Impreza WRX op een vijfde plaats wist te eindigen tijdens de slotronde van het 2004 seizoen in Australië. Dit leverde hem een fabriekscontract op bij het team van Subaru voor 2005, als teamgenoot van Stéphane Sarrazin en Subaru's kopman en voormalig wereldkampioen Petter Solberg. Fungerend als leerjaar voor Atkinson, waren de resultaten wisselvallig, maar wist hij zich te profileren met een derde plaats tijdens de WK-ronde van Japan. In 2006 wist hij vaker in de punten te eindigen, maar waren de eindresultaten niet altijd even representatief voor de snelheid die hij liet zien. Vanaf het 2007 seizoen, die voor hem vanaf Argentinië met de ervaren Stéphane Prévot ook een wisseling zag in navigator, werd hij de vaste tweede rijder binnen het team en wist gedurende het seizoen uit de schaduw van Solberg te komen en hem in de resultaten bijna te evenaren. Hoe dan ook was de duikeling die Subaru in hun competitiviteit zou meemaken al even aan de gang, en hij en Solberg waren eigenlijk onmachtig om daadwerkelijk de strijd met Citroën en Ford aan te gaan. Desalniettemin kende Atkinson een sterke eerste seizoenshelft in 2008, waarin hij tot vier keer toe op het podium wist te eindigen, waaronder twee opeenvolgende tweede plaatsen in Mexico en Argentinië. In Griekenland introduceerde Subaru de eerste hatchback-versie van hun Impreza WRC, maar vanaf dat moment werden grote resultaten schaarser, al wist Atkinson in Finland met een derde plaats nogmaals op het podium te finishen, en met alle resultaten bij elkaar Solberg voor het eerst af te troeven in het kampioenschap. Zijn carrière bij Subaru eindigde letterlijk en figuurlijk met een klapper; hij crashte hevig tijdens de afsluitende ronde van het seizoen in Groot-Brittannië en in december kondigde Subaru aan zich per direct terug trekken uit het wereldkampioenschap rally.

#### 2009-2013

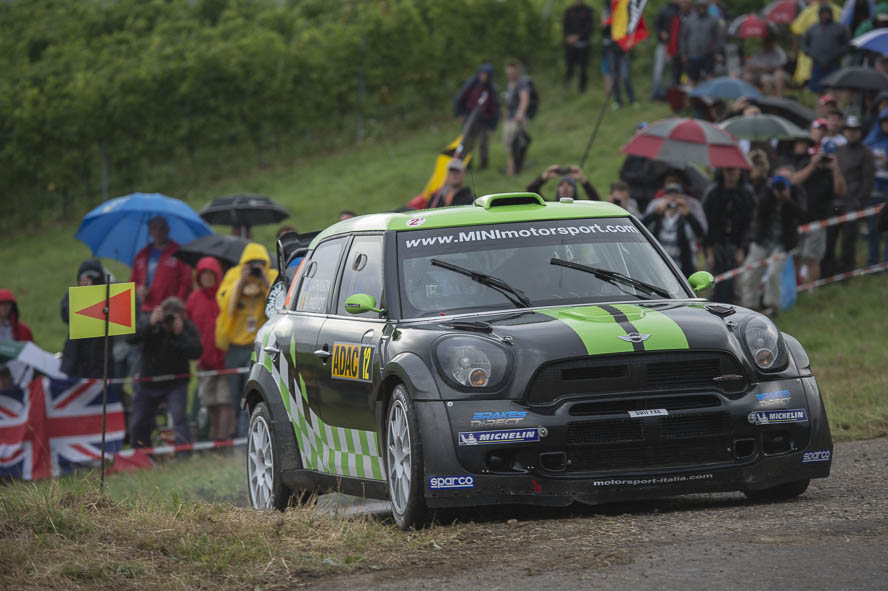
Atkinson actief voor Mini tijdens de Rally van Duitsland in 2012

Met een gebrekkig aantal opties beschikbaar, wist Atkinson voor het seizoen 2009 geen vast zitje te bemachtigen bij een ander team. Wel verscheen hij aan de start van de seizoensopener in Ierland, met een gastoptreden voor het Citroën Junior Team in een Citroën C4 WRC. In een gedegen optreden reed hij daarmee uiteindelijk naar een vijfde plaats toe, maar zou in het restant van het seizoen niet meer in actie komen. Voor 2010 bestond er even het gerucht dat Atkinson deel uit zou maken van het Monster World Rally Team van Ken Block, rijdend met een Ford Focus RS WRC, echter liepen deze plannen stuk. In plaats daarvan tekende hij bij het team van Proton, die met de Proton Satria Neo S2000 deelnamen aan het Azië-Pacifisch kampioenschap (APRC) en ook in enkele rondes van de Intercontinental Rally Challenge (IRC) aan de start verschenen. Grote resultaten in het IRC bleven uit, maar Atkinson eindigde wel tweede in het APRC in 2011, achter teamgenoot Alister McRae. 
Tijdens de Rally van Mexico in 2012 maakte Atkinson zijn eerste optreden in het WK in drie jaar, dit keer alsnog voor het Monster World Rally Team, maar nu actief met een Ford Fiesta RS WRC. Atkinson won een klassementsproef en was op koers om punten te pakken, maar viel laat in de wedstrijd uit door technische problemen. Later dat jaar startte hij Finland met een Citroën DS3 WRC van het Qatar World Rally Team, als vervanger van de afwezige Nasser Al-Attiyah. Atkinson bleef vervolgens van stoeltje wisselen, toen hij tijdens de daaropvolgende ronde in Duitsland de plaats overnam van de vertrokken Armindo Araújo bij het Mini fabrieksteam, actief met de Mini John Cooper Works WRC. Hij eindigde de rally als vijfde en wist in het restant van het seizoen tot drie keer toe nog in de punten te eindigen. Het Mini-project, dat al even op losse schroeven stond, werd na afloop van het seizoen echter stopgezet. Succes kwam er wel met het winnen van de APRC-titel, achter het stuur van een Škoda Fabia S2000. 2013 zag Atkinson slechts een enkel optreden maken voor het fabrieksteam van Citroën, in Mexico, waar hij als zesde over de streep kwam.

##### 2014: Hyundai

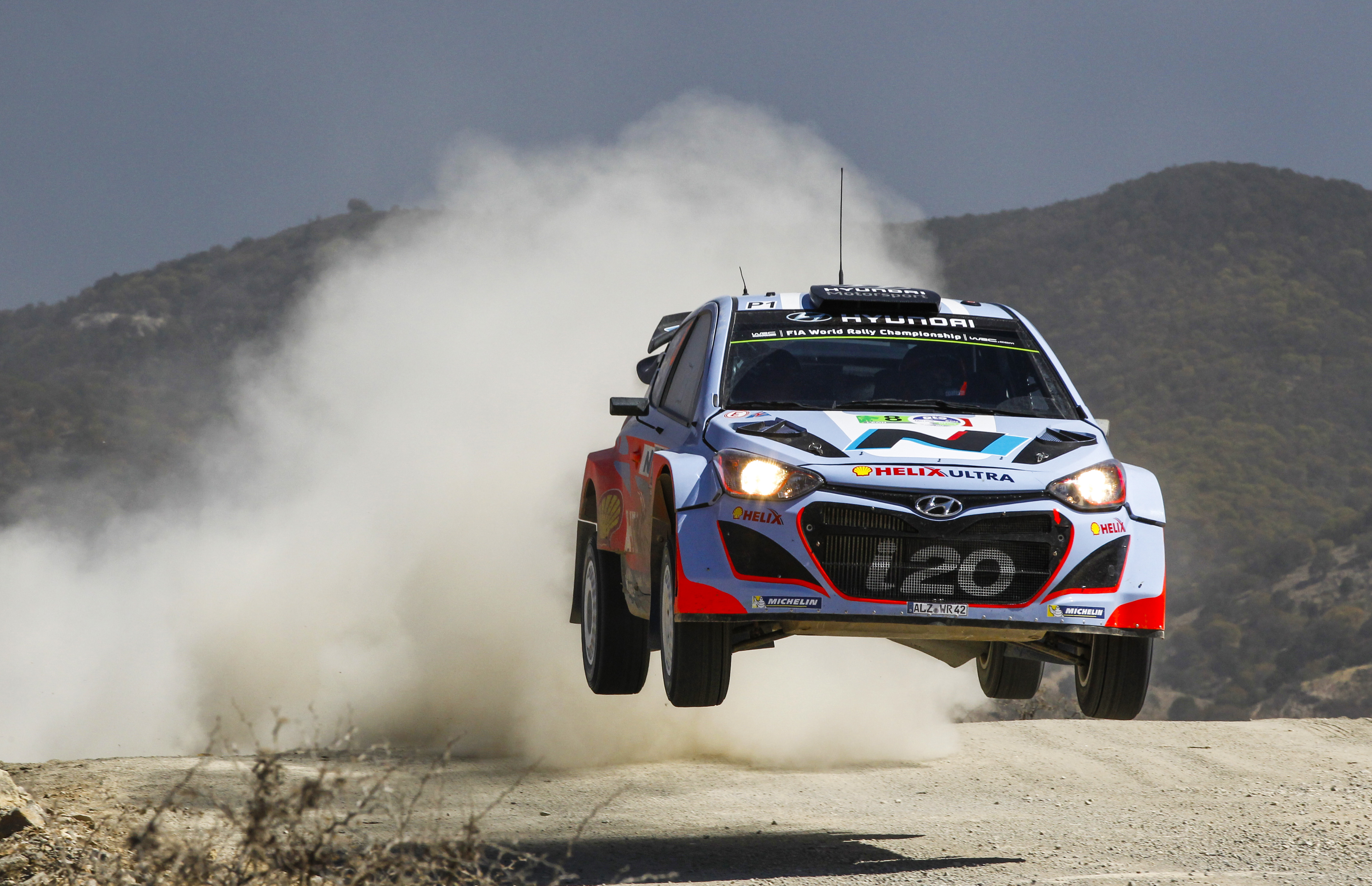
In 2014 was Atkinson met een paar deelnames voor Hyundai voor het laatst actief in het WK

Atkinson werd later in 2013 betrokken bij de aanstaande terugkeer van Hyundai in het WK rally en begon vanaf de zomer testwerk te doen voor het team in de Hyundai i20 WRC. Uiteindelijk werd Atkinson onderdeel van Hyundai's WK-campagne in 2014, maar bleef zijn rol beperkt tot twee optredens, waar hij in beide gevallen wel in de punten wist te eindigen. Vanaf 2015 zou Atkinson echter geen deel meer uit maken van het team en hij is sindsdien niet meer actief geweest in het WK. 

### Recente activiteiten
Hierna was Atkinson een paar jaar actief in het Chinees rallykampioenschap. Buiten de conventionele rally's om, en na een paar gastoptredens te hebben gedaan in 2016, rijdt Atkinson in 2017 een volledig seizoen in het Amerikaanse Global rallycross kampioenschap, actief voor 'Subaru Rally Team USA' met een Subaru Impreza WRX.

## Complete resultaten in het wereldkampioenschap rally
| Seizoen | Inschrijving                             | Auto                       | 1     | 2      | 3       | 4       | 5       | 6      | 7       | 8       | 9      | 10      | 11      | 12     | 13    | 14      | 15      | 16    | Pos. | Punten |
| ------- | ---------------------------------------- | -------------------------- | ----- | ------ | ------- | ------- | ------- | ------ | ------- | ------- | ------ | ------- | ------- | ------ | ----- | ------- | ------- | ----- | ---- | ------ |
| 2004    | Chris Atkinson                           | Subaru Impreza WRX STi     | MON   | ZWE    | MEX     | NZL DNF | CYP     | GRI    | TUR     | ARG     | FIN 33 | DUI     |         | GBR    | ITA   | FRA     | SPA     | AUS 5 | 17   | 4      |
| 2004    | Monster Sport Australia / Suzuki Sport   | Suzuki Ignis S1600         |       |        |         |         |         |        |         |         |        |         | JPN 12  |        |       |         |         |       | 17   | 4      |
| 2005    | Subaru World Rally Team                  | Subaru Impreza WRC2004     | MON   | ZWE 19 |         |         |         |        |         |         |        |         |         |        |       |         |         |       | 12   | 13     |
| 2005    | Subaru World Rally Team                  | Subaru Impreza WRC2005     |       |        | MEX DNF | NZL 7   | ITA 18  | CYP 10 | TUR 24  | GRI DNF | ARG 9  | FIN DNF | DUI 11  | GBR 38 | JPN 3 | FRA DNF | SPA 9   | AUS 4 | 12   | 13     |
| 2006    | Subaru Australia                         | Subaru Impreza WRC2005     | MON 6 |        |         | SPA 11  | FRA 13  |        |         |         | DUI 8  |         |         |        |       |         |         |       | 10   | 20     |
| 2006    | Subaru World Rally Team                  | Subaru Impreza WRC2006     |       | ZWE 11 | MEX 7   |         |         | ARG 6  | ITA 10  | GRI 11  |        | FIN 13  | JPN 4   | CYP 9  | TUR 6 | AUS 9   | NZL DNF | GBR 6 | 10   | 20     |
| 2007    | Subaru World Rally Team                  | Subaru Impreza WRC2006     | MON 4 | ZWE 8  | NOO 19  |         |         |        |         |         |        |         |         |        |       |         |         |       | 7    | 31     |
| 2007    | Subaru World Rally Team                  | Subaru Impreza WRC2007     |       |        |         | MEX 5   | POR DNF | ARG 7  | ITA 10  | GRI 6   | FIN 4  | DUI 15  | NZL 4   | ESP 8  | FRA 6 | JPN DNF | IER 42  | GBR 7 | 7    | 31     |
| 2008    | Subaru World Rally Team                  | Subaru Impreza WRC2007     | MON 3 | ZWE 21 | MEX 2   | ARG 2   | JOR 3   | ITA 6  |         |         |        |         |         |        |       |         |         |       | 5    | 50     |
| 2008    | Subaru World Rally Team                  | Subaru Impreza WRC2008     |       |        |         |         |         |        | GRI DNF | TUR 13  | FIN 3  | DUI 6   | NZL DNF | SPA 7  | FRA 6 | JPN 4   | GBR DNF |       | 5    | 50     |
| 2009    | Citroën Junior Team                      | Citroën C4 WRC             | IER 5 | NOO    | CYP     | POR     | ARG     | ITA    | GRI     | POL     | FIN    | AUS     | SPA     | GBR    |       |         |         |       | 14   | 4      |
| 2012    | Monster World Rally Team                 | Ford Fiesta RS WRC         | MON   | ZWE    | MEX DNF | POR     | ARG     | GRI    | NZL     |         |        |         |         |        |       |         |         |       | 13   | 28     |
| 2012    | Qatar World Rally Team                   | Citroën DS3 WRC            |       |        |         |         |         |        |         | FIN 39  |        |         |         |        |       |         |         |       | 13   | 28     |
| 2012    | WRC Team Mini Portugal                   | Mini John Cooper Works WRC |       |        |         |         |         |        |         |         | DUI 5  | GBR 11  | FRA 8   | ITA 6  | SPA 7 |         |         |       | 13   | 28     |
| 2013    | Abu Dhabi Citroën Total World Rally Team | Citroën DS3 WRC            | MON   | ZWE    | MEX 6   | POR     | ARG     | GRI    | ITA     | FIN     | DUI    | AUS     | FRA     | SPA    | GBR   |         |         |       | 16   | 8      |
| 2014    | Hyundai Motorsport                       | Hyundai i20 WRC            | MON   | ZWE    | MEX 7   | POR     | ARG     | ITA    | POL     | FIN     | DUI    | AUS 10  | FRA     | SPA    | GBR   |         |         |       | 18   | 7      |